# Latschenfilz

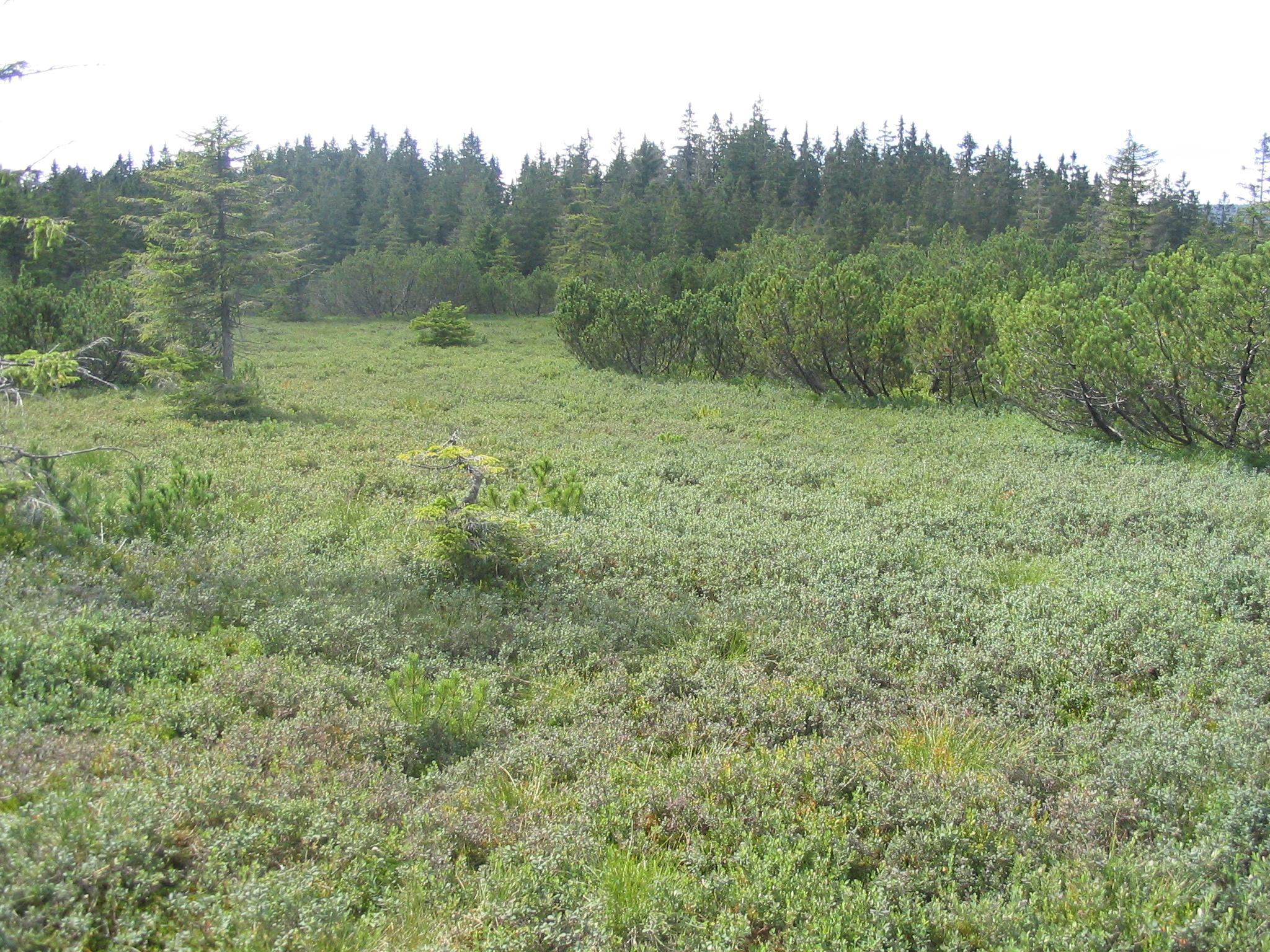
Schluttergasse

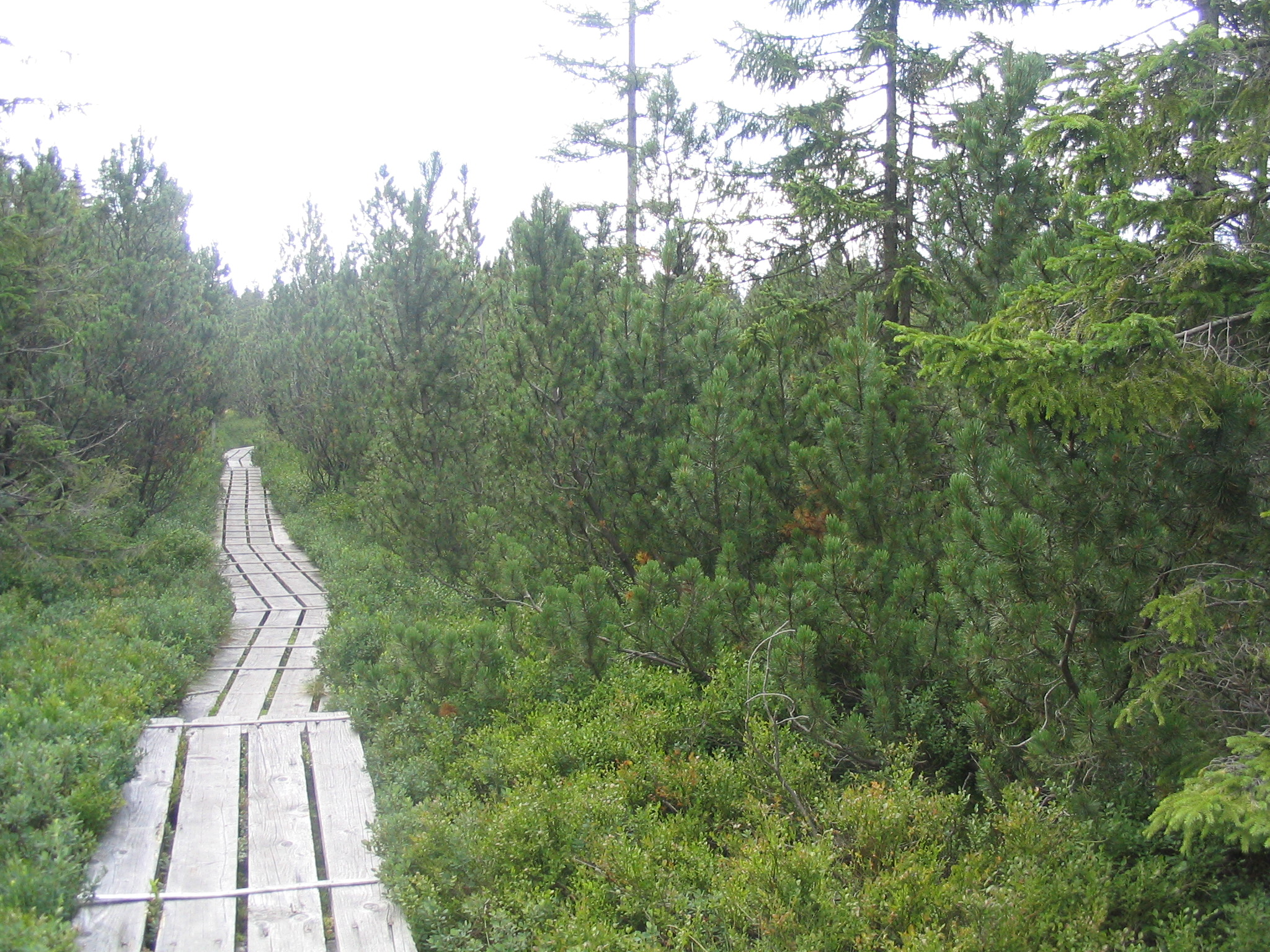
Chodník

Latschenfilz je jedním z největších rašelinišť nacházejících se v Bavorském lese (po Grosser Filz - Klosterfilz u Riedlhütte). Leží v jádrové zóně parku (Kerngebiet) a přístup je povolen pouze po povalovém chodníku. Při jižním okraji rašeliniště se nachází malá odbočka, která turisty zavede k rašelinnému jezírku Latschensee. Mimo tohoto jezírka se ve slati nachází několik dalších postupně zarůstajících. Latschenfilz je zajímavým turistickým cílem, nejbližší obec je však poměrně daleko (11 km). V okolí se nachází ještě několik zajímavých cílů, lada Kohlschachten a Hochschachten, malé rašeliniště Zwieselter Filz a další.

## Vegetace
Na rašeliništi se vyskytuje prakticky totožná flóra s Zwieselter Filz, klečový porost, zakrslé formy smrku, suchopýr pochvatý, ale i masožravá rosnatka okrouhlolistá.